# Catedral de la Inmaculada Concepción (Antananarivo)
La Catedral de la Inmaculada Concepción (en malgache: Katedraly Andohalo; en francés: Cathédrale de l'Immaculée-Conception ) es el nombre que recibe un edificio religioso que sirve como una catedral católica que ubicada en el distrito de Antananarivo Renivohitra de la región de Analamanga, concretamente en  la ciudad de Antananarivo, la capital del país africano de Madagascar. Se encuentra en el sector de Andohalo en la ciudad alta (haute ville), la fachada da al centro de la ciudad hacia el oeste. La catedral es la sede de la arquidiócesis de Antananarivo (en latín: Archidioecesis Antananarivensis).
Su construcción comenzó en 1873 y fue concluida en 1890 con un diseño en estilo gótico.